# 官却才旦
官却才旦（1956年—），男，藏族，青海化隆人，中华人民共和国政治人物，中国共产党党员，青海省海南军分区副司令员，第十一届全国人民代表大会解放军代表。

## 生平
毕业于中央党校国民经济管理专业。2008年起担任全国人大代表。